# Aquarium d'Istanbul
 (février 2012).
Si vous disposez d'ouvrages ou d'articles de référence ou si vous connaissez des sites web de qualité traitant du thème abordé ici, merci de compléter l'article en donnant les références utiles à sa vérifiabilité et en les liant à la section « Notes et références ».
L'aquarium d'Istanbul (en turc : Istanbul Akvaryumu), qui a ouvert ses portes en avril 2011, est le plus grand aquarium thématique du monde et fait partie de l'Association mondiale des zoos et aquariums (WAZA). Le site est situé à Florya, un quartier de la côte au Sud-Ouest d'Istanbul à cinq km de l'aéroport international Atatürk, près de l'autoroute et des systèmes de transport ferroviaire ; les visiteurs peuvent aussi s'y rendre par la mer avec les ferries IDO (İstanbul Deniz Otobüsleri, l'« autobus de mer » d'Istanbul). 
En comparaison avec d'autres aquariums de même catégorie contenant des espèces de poissons vivant dans les différentes mers du monde, il est le plus récent avec son itinéraire de voyage, le thème, la décoration, l'interactivité, la forêt tropicale et une technologie de pointe. Les visiteurs, en suivant un itinéraire géographique, peuvent voyager sur une route qui accueille 16 thèmes et une forêt tropicale, allant de la mer Noire vers le Pacifique. 
Pour thématiser les espaces, des caractéristiques culturelles, géographiques, historiques et architecturales de ces différents espaces sont mises en scène, en s'appuyant sur des éléments décoratifs appropriés, des jeux interactifs, des films et divers visuels. La sonorisation et l'éclairage de chaque espace ont été organisés en conformité avec cette thématique.
Toutes les créatures vivantes de l'aquarium d'Istanbul sont hébergées dans des conditions aussi proches que possible de celles de leur habitat naturel, conformément aux normes internationales en vigueur.